# Pedro Ascencio Alquisiras
Pedro Ascencio Alquisiras är en kommun i Mexiko.   Den ligger i delstaten Guerrero, i den södra delen av landet, 120 km sydväst om huvudstaden Mexico City. Antalet invånare är 6 987. Arean är 510 kvadratkilometer.
Terrängen i Pedro Ascencio Alquisiras är kuperad åt sydost, men åt nordväst är den bergig.
Följande samhällen finns i Pedro Ascencio Alquisiras:
- Ixcapuzalco
- Ixtlahuacatengo
- Agua del Monte
- Capulines
- Chicahuaca
- Rancho Viejo
- Amate de la Piedra
- Cerro Grande
- Rincón de Jumapa
- Santa Lucía
- Rancho Nuevo
- Salitre Grande
- Atotongo
- Cerro de Zacahuixtepec
- San Pedro Atengo
- Santa María Sinoquila
- Cuahuazalpa